# Чемпионат Европы по фехтованию 2008
Чемпионат Европы по фехтованию в 2008 году прошёл с 5 по 10 июля в Киеве (Украина). Поединков за третье место в индивидуальном первенстве не проводилось, а бронзовые медали получали оба спортсмена, проигравшие полуфинальные бои; среди команд поединки за третье место проводились.

## Руководство
Заместитель главы оргкомитета: Сергей Александрович Мищенко.

## Общий медальный зачёт
| Место | Страна         | Золото | Серебро | Бронза | Всего |
| ----- | -------------- | ------ | ------- | ------ | ----- |
| 1     | Россия         | 3      | 1       | 3      | 7     |
| 2     | Италия         | 2      | 2       | 3      | 7     |
| 3     | Венгрия        | 2      | 2       | 1      | 5     |
| 4     | Франция        | 2      | 1       | 3      | 6     |
| 5     | Румыния        | 1      | 1       | 1      | 3     |
| 5     | Польша         | 1      | 1       | 1      | 3     |
| 6     | Беларусь       | 1      | 0       | 1      | 2     |
| 7     | Германия       | 0      | 2       | 2      | 4     |
| 8     | Украина        | 0      | 1       | 1      | 2     |
| 9     | Великобритания | 0      | 1       | 0      | 1     |
| 10    | Австрия        | 0      | 0       | 1      | 1     |
| 10    | Швейцария      | 0      | 0       | 1      | 1     |

## Медалисты

### Мужчины
| Дисциплина                  | Золото                                                                             | Серебро                                                                        | Бронза                                                                               |
| --------------------------- | ---------------------------------------------------------------------------------- | ------------------------------------------------------------------------------ | ------------------------------------------------------------------------------------ |
| Шпага Личное первенство     | Геза Имре                                                                          | Мартин Шмитт                                                                   | Михель Каутер Жан-Мишель Люсене                                                      |
| Шпага Командное первенство  | Франция · Жером Жанне · Фабрис Жанне · Ульриш Робери · Жан-Мишель Люсене           | Венгрия · Геза Имре · Габор Боцко · Кристиан Кульчар · Иван Ковач              | Италия · Стефано Кароццо · Альфредо Рота · Маттео Тальяриоль · Диего Конфалоньери    |
| Рапира Личное первенство    | Андреа Кассара                                                                     | Лоренс Холстед                                                                 | Андрей Погребняк Роланд Шлоссер                                                      |
| Рапира Командное первенство | Польша · Томаш Цеплый · Радослав Глонек · Славомир Моцек · Михал Маевский          | Россия · Алексей Черемисинов · Игорь Гриднев · Алексей Хованский · Артём Седов | Франция · Жером Жоль · Теренс Жубер · Грегори Кёниг · Марсель Марсийу                |
| Сабля Личное первенство     | Александр Буйкевич                                                                 | Алексей Якименко                                                               | Михай Ковалю Николас Лимбах                                                          |
| Сабля Командное первенство  | Россия · Алексей Якименко · Алексей Фросин · Николай Ковалёв · Станислав Поздняков | Франция · Венсан Анстетт · Боладе Апити · Жюльен Пийе · Борис Сансон           | Беларусь · Александр Буйкевич · Дмитрий Лапкес · Валерий Приемко · Алексей Романович |

### Женщины
| Дисциплина                  | Золото                                                                               | Серебро                                                                          | Бронза                                                                                           |
| --------------------------- | ------------------------------------------------------------------------------------ | -------------------------------------------------------------------------------- | ------------------------------------------------------------------------------------------------ |
| Шпага Личное первенство     | Адриенн Хормай                                                                       | Ана Мария Брынзэ                                                                 | Бьянка дель Карретто Анна Сивкова                                                                |
| Шпага Командное первенство  | Румыния · Симона Александру · Ана Мария Брынзэ · Лоредана Йордакёю · Юлиана Мэсешану | Германия · Моника Созанска · Имке Дуплитцер · Бритта Хайдеман · Марияна Маркович | Италия · Франческа Боскарелль · Кристиана Кашоли · Бьянка дель Карретто · Франческа Куондамкарло |
| Рапира Личное первенство    | Аделин Уйем                                                                          | Маргерита Гранбасси                                                              | Каролин Голубицкий Малгожата Войтковяк                                                           |
| Рапира Командное первенство | Россия · Светлана Бойко · Ольга Лобынцева · Виктория Никишина · Аида Шанаева         | Венгрия · Эдина Кнапек · Аида Мохамед · Виргиние Уйлаки · Габриэлла Варга        | Франция · Астрид Гюйар · Коринн Майтреян · Мелани Мума · Аделин Вуйем                            |
| Сабля Личное первенство     | Софья Великая                                                                        | Илария Бьянко                                                                    | Река Бенко Екатерина Федоркина                                                                   |
| Сабля Командное первенство  | Польша · Богна Южвяк · Александра Соха · Ирена Венчковская · Матильда Остойская      | Украина · Ольга Харлан · Елена Хомровая · Нина Козлова · Галина Пундик           | Франция · Анне-Лиз Туйя · Соленн Мари · Сесилия Бердер · Кароль Вернье                           |